# Токылылькы
Токылылькы (устар. Тоголь-Кы) — река в России, протекает по территории Красноселькупского района  в Ямало-Ненецком автономном округе. Начинается в небольшом озере на высоте 170 метров над уровнем моря, в верховьях реки произрастает ягель. Устье реки находится в 1337 км по правому берегу реки Таз. Длина реки составляет 43 км.

## Притоки
- Болотная[3] (левый)
- Встречная[3][4] (правый)
- Сокылькикэ[4] (левый)

## Данные водного реестра
По данным государственного водного реестра России относится к Нижнеобскому бассейновому округу, водохозяйственный участок реки — Таз, речной подбассейн реки — Подбассейн отсутствует. Речной бассейн реки — Таз.
По данным геоинформационной системы водохозяйственного районирования территории РФ, подготовленной Федеральным агентством водных ресурсов:
- Код водного объекта в государственном водном реестре — 15050000112115300063358
- Код по гидрологической изученности (ГИ) — 115306335
- Код бассейна — 15.05.00.001
- Номер тома по ГИ — 15
- Выпуск по ГИ — 3